# Карнавальна ніч-2
«Карнавальна ніч-2» — новорічний телеводевіль режисера Євгена Гінзбурга за мотивами кінокомедії Ельдара Рязанова «Карнавальна ніч», знятий  1996 року.

## Сюжет
У новій версії «Карнавальної ночі» залишилася в недоторканності лише традиційна розстановка сил: хороші проти поганих. А втягнуті в конфлікт персонажі і виконавці - нові. Незабутній Огурцов, герой Іллінського, роздвоївся: ним став директор нічного клубу «Лютики» у виконанні Юрія Стоянова і модний режисер-постановник (Ілля Олейников). Ольга Кабо виконала роль зрадженої секретарки директора. Цими персонажами зневажає «особа кавказької національності», спонсор, що задумав відмити на підготовці шоу гроші, - Армен Джигарханян. Саме під його важкою лапою заметушився бухгалтер Мамука Кікалейшвілі. Всьому цьому неподобству протиставлені світлі сили героїв Лариси Шахворостової та Ігоря Угольникова. Зрозуміло, все закінчується добре, тобто безпосереднім і живим концертом, влаштованим, попри все, молодими героями.

## У ролях
- Ігор Угольников
- Лариса Шахворостова
- Ілля Олейников
- Юрій Стоянов
- Ольга Кабо
- Армен Джигарханян
- Мамука Кікалейшвілі
- Михайло Богдасаров
- Леонід Якубович
- Сергій Мінаєв
- Олександра Шерлінг - виконавиця «Пісеньки про 5 хвилин»
- Філіп Кіркоров
- Ян Арлазоров
- Валерій Леонтьєв
- Сергій Гірін - епізод
- Варвара Нікітіна - епізод
- Володимир Тягічев - музикант рок-групи
- Аріна Кірсанова - епізод